# Ceccano
Ceccano – miasto i gmina we Włoszech, w regionie Lacjum, w prowincji Frosinone.
Według danych na rok 2004 gminę zamieszkiwało 22 231 osób, 370,5 os./km².

## Współpraca
- Plouzané, Francja
- Cancún, Meksyk